# レターヘッド

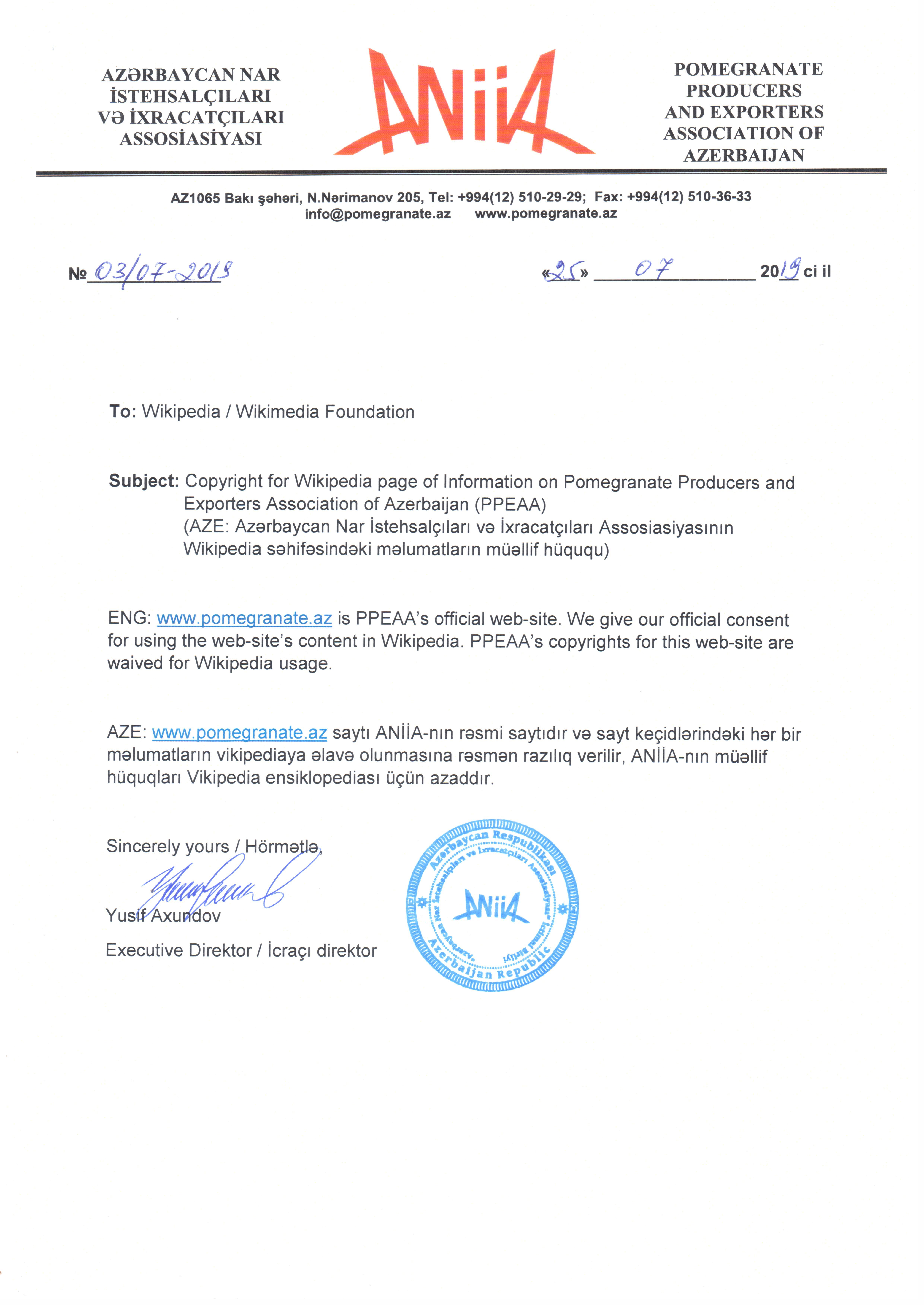
アゼルバイジャンザクロ生産者・輸出者協会からウィキメディア財団あての手紙。上部の約4分の1が協会のレターヘッドである。

レターヘッド（英語: letterhead）は、企業、公的機関などの組織専用の書簡用紙（便箋、タイプ用紙、OA用紙）の上部にある、組織の名称、シンボルマーク、連絡先などが印刷された部分である。レターヘッド付き用紙自体も「レターヘッド」という。

## 性格
日本国内では、文書に捺された印影がその文書が公式の真正なものであることを表す役割を担ってきたが、諸外国では、レターヘッドがその役割を果たしている。署名や捺印があっても、レターヘッドがないと有効な文書として受け取ってもらえない場合もある。
日本では、個人がレターヘッドを使用する習慣はあまりないが、アメリカ合衆国では、個人が街角の文房具屋に注文して、個人用のレターヘッド付き用紙を作ってもらうこともある。

## 内容
企業のレターヘッドの場合、商号のほか、必要に応じ、住所、電話番号、ファクシミリ番号、メールアドレス、ウェブサイトのURLなどがレターヘッドに印刷される。
イギリスでは、1916年以降に設立された会社は、取締役の氏名、法人登記番号 (registration number)、登記所の名称などをレターヘッドに明記することになっている。

## 使い方
レターヘッド付き用紙は、組織が外部に発出する公式の書簡に使用する。メモ用紙の代わりとして使ったり、個人的な手紙を送るために使ったりしてはならない。レターヘッドと社内で使う事務用箋とは、区別できるようにデザインすべきである。
書簡が2枚以上にわたる場合は、最初の1枚のみにレターヘッドを使用する。2枚目以降 (continuation sheets) は、レターヘッド付き用紙と組み合わせるためにデザインされた専用の用紙（社名などがレターヘッドよりコンパクトに印刷されたもの）を使うか、レターヘッド付き用紙と同じ紙質の白紙を使う。
会社のレターヘッド付き用紙が不正に持ち出されると、社印が不正に持ち出されたときと同様、悪用のおそれがある。よって、レターヘッド付き用紙は印章と同じように厳重に管理する必要がある。レターヘッド付き用紙は、各部署の責任者の管理下に置くことが適切である。
企業によっては、各部署の責任者に配布するレターヘッドにあらかじめ部署名・責任者名を印刷している。この場合、不正に使用されたレターヘッドを見ればその流出元の部署・責任者が判明するので、その責任者が管理責任を問われることになる。

## 作り方
欧米には、レターヘッドのデザインを専門とするデザイナーがいる。レターヘッドのデザインを含めたコーポレートアイデンティティを請け負う企業もある。レターヘッドのデザインは、封筒、名刺などのデザインとともに、このような専門家に依頼するのが普通である。

## 実例

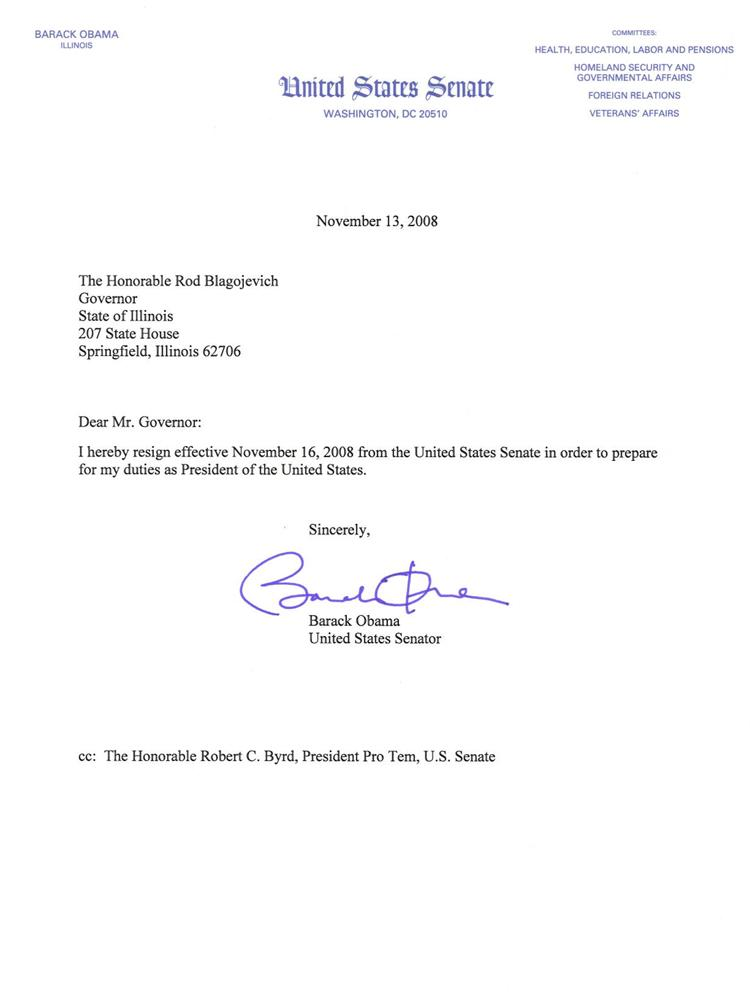
上院議員時代のバラク・オバマのレターヘッド。左上に氏名と選挙区、右上に所属する委員会が印刷されている。
- 米国下院議員からの書簡。この議員が所属する委員会のレターヘッドを使用。1枚目のみにレターヘッドを使用していることが分かる（#使い方参照）。
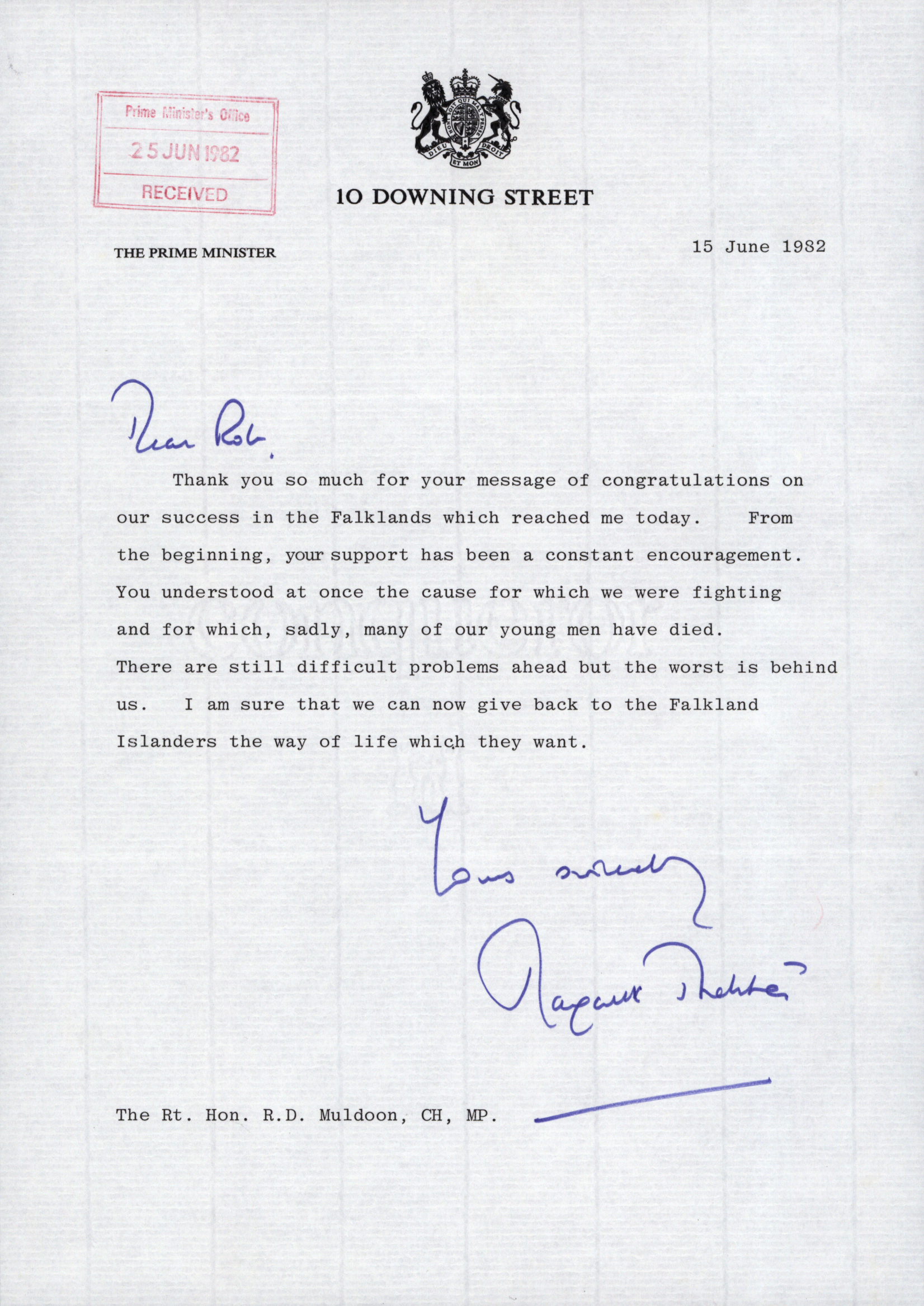
ダウニング街10番地のレターヘッド。サッチャー首相からニュージーランドのマルドゥーン首相あて
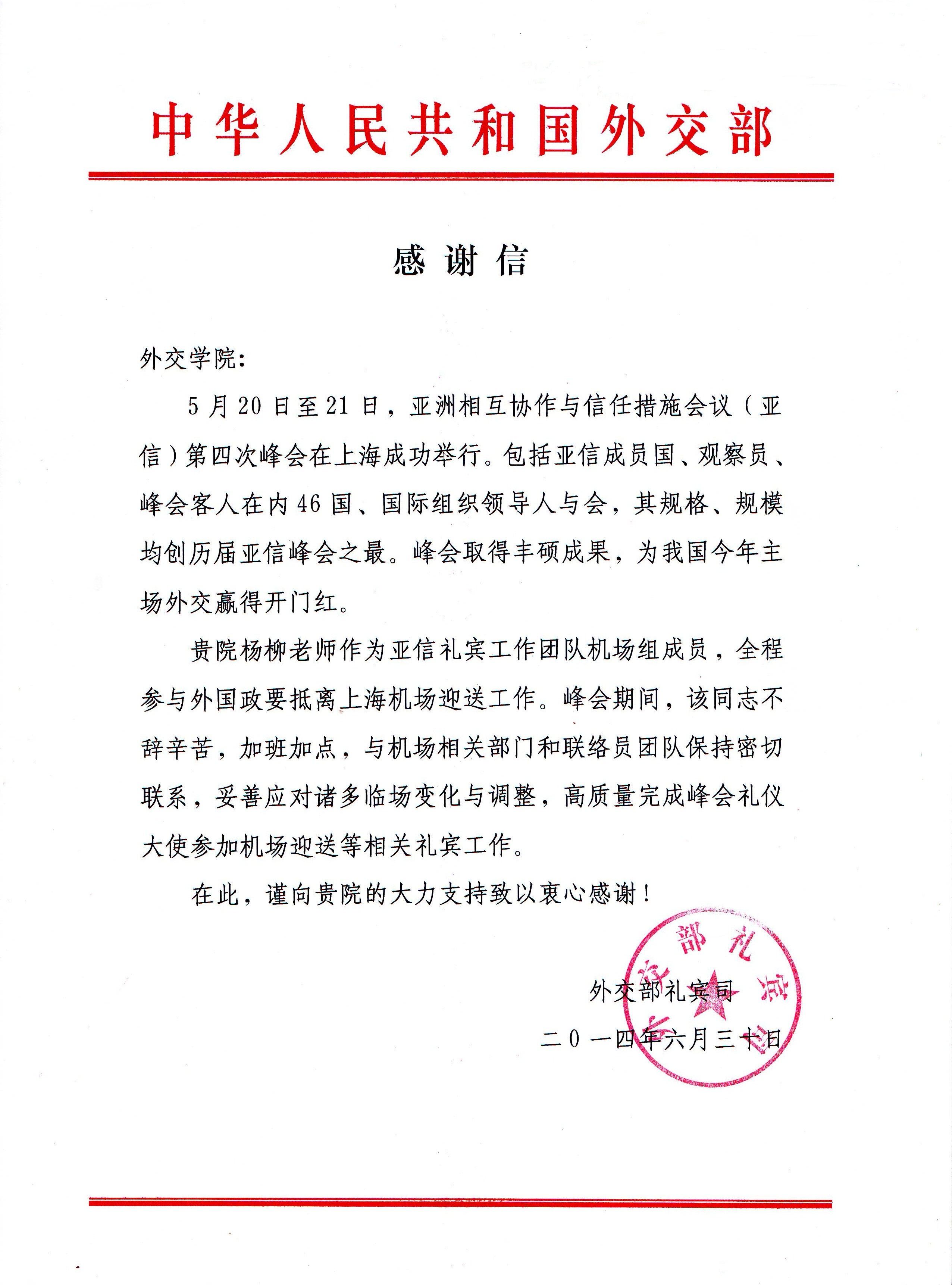
中国外務省の国内向けレターヘッド
- インテルのレターヘッド
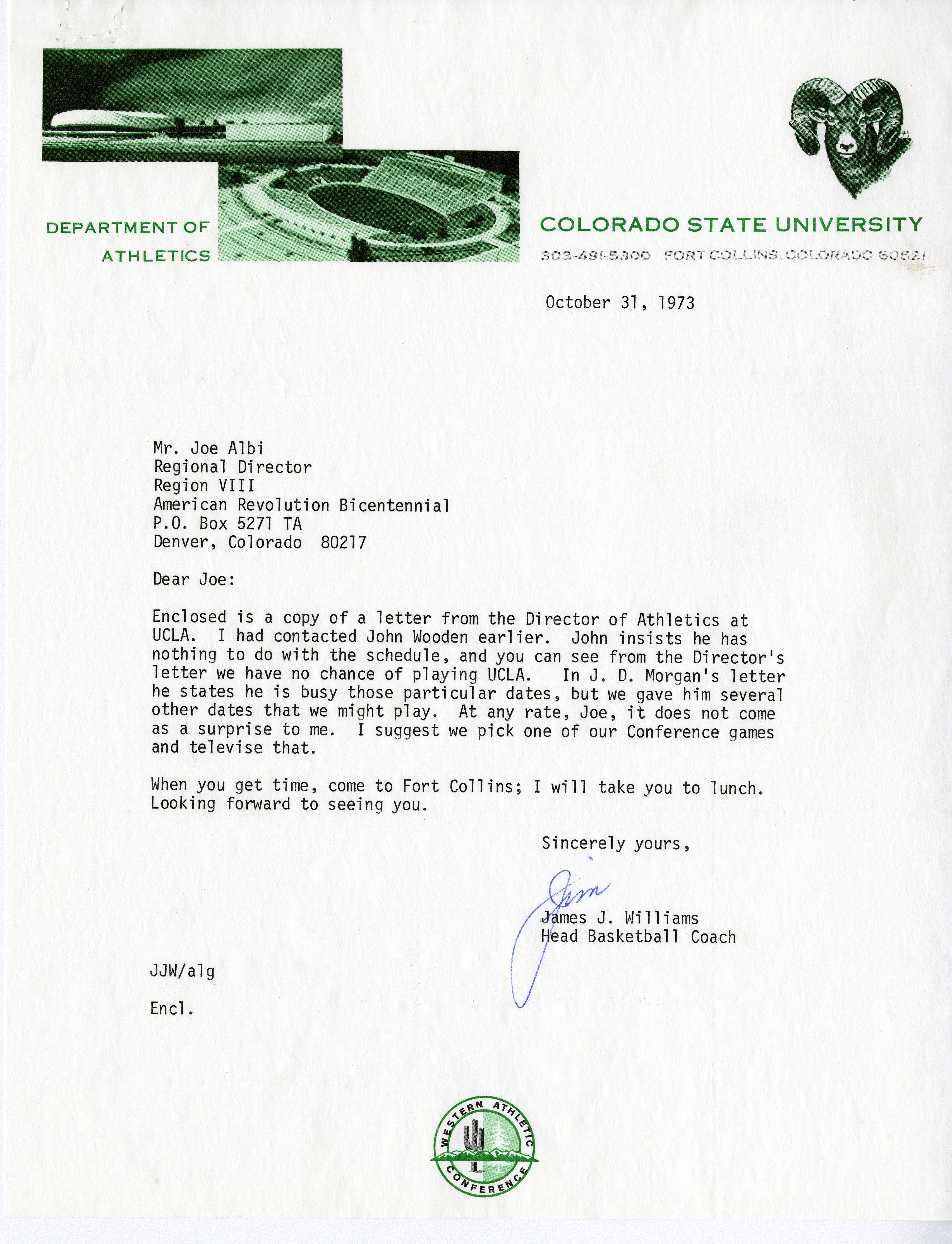
コロラド州立大学体育会のレターヘッド